# Oligotrichum canaliculatum
Oligotrichum canaliculatum là một loài Rêu trong họ Polytrichaceae. Loài này được (Hook. & Arn.) Mitt. mô tả khoa học đầu tiên năm 1869.